# 植生マット
植生マット（しょくせいマット）とは、法面の保護と緑化に用いる土木資材。崩壊した斜面や掘削した法面に張り付け草本類や灌木を生育、緑化することにより斜面を安定させる。植生が生育するまでの資材であることから、耐久性をさほど見込んでいない。

## 外見
保温性のある不織布に網を組み合わせ外観を持つ。布には綿、ヤシ繊維などが用いられ、網はポリエチレン製、金網（ラス）などが用いられる。

## 緑化
マットの中に牧草種や緩効性肥料を組み込んだ製品が主流である。種子にはケンタッキーフェスクなどが用いられる。景観を重視する道路の法面用に、コスモスなど花の種子を組み込んだ製品も存在する。2000年代以降は、特定外来生物による生態系等に係る被害の防止に関する法律の施行もあり、外来種の利用を自粛する傾向が見られ始め、種子抜きのマットの開発も見られる。

## 植生マット工
整形した法面に植生マットを張り付ける工法。上部はアンカー（杭）、マットの表面は適宜竹串やピンで止める。

### 注意点
- 法面整形が不良であると、マットと地山に空間ができ剥がれやすくなる。
- マット自体には、法面を物理的に固定する能力に乏しいため、崩壊の恐れの有る法面への使用は不適当である。

## [2]出典
1. ↑  飛来ステーション（日本植生ホームページ）
2. ↑  “法面緑化面積国内No.1のロンタイ株式会社”. 法面緑化面積国内No.1のロンタイ株式会社. 2025年2月17日閲覧。